# Jamielnik (stacja kolejowa)
Jamielnik – stacja kolejowa w Jamielniku, w powiecie nowomiejskim, w województwie warmińsko-mazurskim, w Polsce. W okresie międzywojennym była to stacja graniczna po polskiej stronie, na linii tranzytowej do niemieckiej wówczas Iławy.

## Ruch pasażerski
| Rok  | Wymiana pasażerska na dobę |
| ---- | -------------------------- |
| 2017 | 100-199                    |
| 2022 | 50-99                      |